# Chrysotus polychaetus
Chrysotus polychaetus är en tvåvingeart som beskrevs av Frey 1945. Chrysotus polychaetus ingår i släktet Chrysotus och familjen styltflugor. Inga underarter finns listade i Catalogue of Life.